# 那加桜町
那加桜町（なかさくらまち）は、岐阜県各務原市の地名。現行行政町名は那加桜町一丁目から那加桜町三丁目。

## 地理
各務原市の那加地区に属する。町域の東部は那加雄飛ケ丘町、那加東新町、那加織田町、西部は那加門前町、那加雲雀町、那加甥田町、南部は那加大東町、那加住吉町、北部は那加不動丘に接する。
各務原市役所、各務原市産業文化センターなどがあり、各務原市の行政の中心と言える町である。
町域にはJR高山本線、名古屋鉄道各務原線が通過する。
地名はことわざの「花は桜　人は武士」に因むという。
道路
- 那加メーンロード
- けやき通り

## 歴史
元々は稲葉郡那加村西市場外六ケ所大字入会地の一部である。1944年（昭和19年）2月11日、那加町西市場外六ケ所大字入会地の市街地の地域で字名の改称と地番変更がおこなわれ、桜町が成立。1963年（昭和38年）4月1日に各務原市の発足に伴い那加桜町に改称する。
1978年（昭和53年）1月3日に那加桜町一丁目の一部をもって那加住吉町が、1979年（昭和54年）1月20日に那加桜町三丁目の一部、那加前洞町の一部、 那加入会町の一部をもって那加不動丘がが成立。

## 世帯数と人口
2024年（令和6年）10月1日現在の世帯数と人口は以下の通りである。
| 丁目           | 世帯数  | 人口    |
| -------------- | ------- | ------- |
| 那加桜町一丁目 | 144世帯 | 286人   |
| 那加桜町二丁目 | 142世帯 | 272人   |
| 那加桜町三丁目 | 258世帯 | 543人   |
| 計             | 544世帯 | 1,101人 |

## 小・中学校の学区
市立小・中学校に通う場合、学区は以下の通りとなる。
| 番・番地等 | 小学校                   | 中学校               |
| ---------- | ------------------------ | -------------------- |
| 全域       | 各務原市立那加第二小学校 | 各務原市立桜丘中学校 |

## 交通
- 名古屋鉄道各務原線各務原市役所前駅
- 岐阜バス快速イオンモール各務原線、イオンモール各務原線
- 各務原市ふれあいバス那加線、蘇原線、稲羽線、川島線

## 主な施設
- 各務原市役所
- 各務原市産業文化センター
- 各務原市総合福祉会館
- 各務原市消防本部
- 各務原桜町郵便局
- 名古屋鉄道各務原線各務原市役所前駅
- ピアゴ各務原店